# Liste der Baudenkmale in Garlstorf
In der Liste der Baudenkmale in Garlstorf sind alle Baudenkmale der niedersächsischen Gemeinde Garlstorf im Landkreis Harburg aufgelistet (Stand: 15. Januar 2023). Quelle der  IDs und der Beschreibungen ist der Denkmalatlas Niedersachsen.

## Allgemein
In den Spalten befinden sich folgende Informationen:
- Lage: die Adresse des Baudenkmales und die geographischen Koordinaten. Kartenansicht, um Koordinaten zu setzen. In der Kartenansicht sind Baudenkmale ohne Koordinaten mit einem roten Marker dargestellt und können in der Karte gesetzt werden. Baudenkmale ohne Bild sind mit einem blauen Marker gekennzeichnet, Baudenkmale mit Bild mit einem grünen Marker.
- Bezeichnung: Bezeichnung des Baudenkmales
- Beschreibung: die Beschreibung des Baudenkmales. Unter § 3 Abs. 2 NDSchG werden Einzeldenkmale und unter § 3 Abs. 3 NDSchG Gruppen baulicher Anlagen und deren Bestandteile ausgewiesen.
- ID: die Objekt-ID des Baudenkmales
- Bild: ein Bild des Baudenkmales, ggf. zusätzlich mit einem Link zu weiteren Fotos des Baudenkmals im Medienarchiv Wikimedia Commons. Wenn man auf das Kamerasymbol klickt, können Fotos zu Baudenkmalen aus dieser Liste hochgeladen werden:

## Garlstorf
| Lage                                                              | Bezeichnung                                     | Beschreibung | ID                         | Bild           |
| ----------------------------------------------------------------- | ----------------------------------------------- | --- | -------------------------- | -------------- |
| Hanstedter Landstraße 1 53° 14′ 12″ N, 10° 6′ 9″ O                | Bauernhaus                                      | | 32724645                   |                |
| Lüneburger Landstraße 53° 14′ 13″ N, 10° 6′ 9″ O                  | Kriegerdenkmal 1914/18                          | | 32724758                   |                |
| Lüneburger Landstraße 1 / An de Häg 2 53° 14′ 15″ N, 10° 6′ 12″ O | Scheune                                         | | 32724663                   |                |
| Lüneburger Landstraße 10 53° 14′ 8″ N, 10° 6′ 15″ O               | Bauernhaus                                      | | 32724740                   |                |
| Meierhof 26 53° 14′ 21″ N, 10° 6′ 21″ O                           | Haupthaus                                       | |                            | BW             |
| Meierhof 26 53° 14′ 23″ N, 10° 6′ 23″ O                           | Scheune                                         | |                            | BW             |
| Meierhof 26 53° 14′ 21″ N, 10° 6′ 20″ O                           | Stall                                           | |                            | BW             |
| Meierhof 26 53° 14′ 21″ N, 10° 6′ 20″ O                           | Scheune                                         | |                            | BW             |
| Meierhof 26 53° 14′ 22″ N, 10° 9′ 18″ O                           | Scheune                                         | |                            | BW             |
| Mühlenweg 10 53° 14′ 2″ N, 10° 6′ 14″ O                           | Windmühle                                       | | 32724777                   |                |
| Zur Osterheide 3 53° 14′ 15″ N, 10° 6′ 15″ O                      | Bauernhaus                                      | | 32722063                   |                |
| Zur Osterheide 3 53° 14′ 16″ N, 10° 6′ 15″ O                      | Speicher                                        | | 32722083                   | BW             |
| Fastweg im Garlstorfer Wald 53° 13′ 15″ N, 10° 3′ 27″ O           | Historischer Grenzstein aus dem 18. Jahrhundert | Ein sogenannter Georg-Rex-Stein; Vorderseite mit dem Monogramm von Georg III. (1760 bis 1801 König von Großbritannien und Irland, danach bis zu seinem Tod 1820 König des Vereinigten Königreichs Großbritannien und Irland) in seiner Eigenschaft als Kurfürst des Kurfürstentum Braunschweig-Lüneburg, der Nr. „1“ und der Jahreszahl „1774“ (vermutlich das Jahr der Steinsetzung) zur Kennzeichnung der Grenze zwischen herrschaftlichem Wald und Bauernwald gemäß dem Rezess aus dem Jahre 1754; Rückseite: Wolfsangel als Herrschaftssymbol im forstlichen Kontext. An den jetzigen Standort am Fastweg umgesetzt wurde der Stein um die Wende zum 20. Jhd. Ursprünglich war der Stein in der Garlstorfer Ohe gesetzt worden, einem nordwestlich von Garlstorf gelegenen Waldstück, das nach der Generalteilung im Jahre 1848 an Garlstorf gefallen war und später in Ackerland umgewandelt wurde, so dass der Georg-Rex-Stein am Fastweg heute der einzige erhaltene historische Grenzstein aus Garlstorfer Ohe ist. Historische Grenzsteine stehen als Kulturdenkmale (Kleindenkmale) unter Denkmalschutz. | erfasst/1/-/ nicht erfasst | Weitere Bilder |

### Forstgrenzsteine
| Lage                                                                    | Bezeichnung      | Beschreibung | ID | Bild |
| ----------------------------------------------------------------------- | ---------------- | --- | -- | ---- |
| Östlich Egestorfer Landstraße 53° 13′ 14″ N, 10° 6′ 17″ O               | Forstgrenzsteine | Gruppierung von 18 örtlich zusammenhängenden Forstgrenzsteinen 32725472 32725488 32725616 32725651 32725632 32725673 32725689 32725705 32725721 32725737 32725758 32725774 32725790 32725806 32725822 32725839 32725855 32725871 |    | BW   |
| Östlich Egestorfer Landstraße 53° 12′ 40″ N, 10° 5′ 28″ O               | Forstgrenzsteine | Gruppierung von 18 örtlich zusammenhängenden Forstgrenzsteinen 32725887 32725904 32725922 32725938 32725954 32725970 32725986 32726002 32726018 32726034 32726050 32726066 32726082 32726114 32726130 32726162 32726178 32726194 |    | BW   |
| Östlich Egestorfer Landstraße 53° 12′ 50″ N, 10° 4′ 44″ O               | Forstgrenzsteine | Gruppierung von 26 örtlich zusammenhängenden Forstgrenzsteinen 32726210 32726226 32726242 32726258 32726274 32726290 32726306 32726322 32726338 32726354 32726370 32726386 32726404 32726420 32726436 32726452 32726468 32726484 32724035 32724019 32724003 32723987 32723971 32723955 32723923 32723939 |    | BW   |
| Westlich Egestorfer Landstraße 53° 12′ 50″ N, 10° 4′ 44″ O              | Forstgrenzsteine | Gruppierung von 20 örtlich zusammenhängenden Forstgrenzsteinen 32723907 32723891 32723875 32723859 32723843 32723827 32723811 32723795 32723779 32723763 32723747 32723731 32723715 32725600 32725584 32725568 32725552 32725536 32725520 32725504 |    | BW   |
| Westlich Egestorfer Landstraße 53° 13′ 24″ N, 10° 4′ 42″ O              | Forstgrenzsteine | Gruppierung von 11 örtlich zusammenhängenden Forstgrenzsteinen 32725456 32725440 32725424 32725408 32725392 32725376 32725360 32725344 32725328 32724051 32722916 |    | BW   |
| Südlich Hanstedter Landstraße / westlich A7 53° 13′ 53″ N, 10° 3′ 51″ O | Forstgrenzsteine | Gruppierung von 25 örtlich zusammenhängenden Forstgrenzsteinen 32722353 32722369 32722385 32722401 32722417 32722433 32722449 32722465 32722481 32722497 32722545 32722257 32722273 32722289 32722305 32722321 32722337 32723027 32723043 32723059 32723075 32723091 32723107 32723123 32723139 |    | BW   |
| Südlich Hanstedter Landstraße / westlich A7 53° 13′ 53″ N, 10° 2′ 49″ O | Forstgrenzsteine | Gruppierung von 12 örtlich zusammenhängenden Forstgrenzsteinen 32722096 32722513 32722529 32722112 32722128 32722144 32722160 32722176 32722192 32722208 32722225 32722241 |    | BW   |
| Südlich Hanstedter Landstraße / westlich A7 53° 13′ 43″ N, 10° 4′ 0″ O  | Forstgrenzsteine | Gruppierung von 38 örtlich zusammenhängenden Forstgrenzsteinen 32723411 32722900 32725312 32722563 32722579 32722595 32722611 32722627 32722643 32722659 32722675 32722692 32722708 32722724 32722740 32722756 32722772 32722788 32722804 32722820 32722836 32722852 32722868 32722884 32724067 32724259 32724243 32724227 32724211 32724195 32724275 32724083 32724099 32724115 32724131 32724147 32724163 32724179 |    | BW   |
| Nördlich Botenberg / westlich A7 53° 13′ 14″ N, 10° 3′ 17″ O            | Forstgrenzsteine | Gruppierung von 34 örtlich zusammenhängenden Forstgrenzsteinen 32723603 32723699 32723683 32723667 32723651 32723635 32723619 32723587 32723571 32723555 32723539 32723523 32723507 32723491 32723315 32723459 32723443 32723427 32723395 32723379 32723363 32723347 32723331 32723299 32723283 32723267 32723251 32723235 32723219 32723203 32723187 32725296 32723171 32723155                                     |    | BW   |
| Nördlich Botenberg / westlich A7 53° 13′ 3″ N, 10° 3′ 3″ O              | Forstgrenzsteine | Gruppierung von 29 örtlich zusammenhängenden Forstgrenzsteinen 32725072 32725088 32725104 32725120 32725136 32725152 32725168 32725184 32725200 32725216 32725232 32725248 32725264 32725280 32724291 32724307 32724323 32724339 32724355 32724371 32724387 32724403 32724419 32724435 32724467 32724451 32724483 32724499 32724515                                                                                  |    | BW   |
| Nördlich Botenberg / westlich A7 53° 12′ 53″ N, 10° 3′ 0″ O             | Forstgrenzsteine | Gruppierung von 21 örtlich zusammenhängenden Forstgrenzsteinen 32724531 32724548 32724564 32724580 32724596 32724612 32724814 32724830 32724879 32724862 32724846 32725056 32725040 32725024 32725008 32724992 32724976 32724960 32724928 32724912 32724896 |    | BW   |